# Wild Oats (filme)
Wild Oats é um filme norte-americano de 2016 de comédia dirigido por Andy Tennant e escrito por Gary Kanew e Claudia Myers. O filme é estrelado por Demi Moore, Jessica Lange, Shirley MacLaine, Billy Connolly e Alan Arkin.

## Enredo
Quando acidentalmente uma mulher recebe um seguro de vida no valor de $5,000,000, ao invés de $50,000, seus amigos a convencem a ficar com o dinheiro e todos terminam numa jornada louca até as Canárias.

## Elenco
- Demi Moore como Crystal[1]
- Jessica Lange como Maddie[2]
- Shirley MacLaine como Eva[3]
- Billy Connolly[4]
- Alan Arkin[3]
- Santiago Segura[4]
- Judd Hirsch[4]
- Eileen Grubba como Sra. Krims[4]
- Matt Walsh[5]
- Stephanie Beacham como Tammy
- Mario de la Rosa como Antonio
- Antonio Ibáñez como Paco

## Produção
Em 9 de abril de 2012, a Dimension Films adquiriu os direitos do filme, Howard Deutch seria o diretor e Shirley MacLaine, Jacki Weaver e Alan Arkin seriam parte do elenco. Em 17 de maio de 2012, Jack Black se juntou ao elenco, mas saiu mais tarde. Em 17 de outubro de 2013, Andy Tennant foi anunciado como diretor. Em 9 de maio de 2014, Jessica Lange e Sarah Jessica Parker se juntaram ao elenco. Em 11 de junho de 2014, Demi Moore entrou no lugar de Sarah Jessica Parker depois que a mesma saiu. Em 21 de junho de 2014, Matt Walsh se juntou ao elenco do filme. As filmagens começaram em 10 de junho de 2014 na Grã Canária, Canárias (Espanha), e terminaram em 15 de julho de 2014.

## Lançamento
O filme estreou no Lifetime em 22 de agosto de 2016, e teve um lançamento limitado em 16 de setembro daquele ano. 

### Processo
Em fevereiro de 2017, a Impex Entertainment entrou com uma ação contra a Sony Pictures Worldwide Acquisitions por US$ 1 milhão alegando não pagar uma taxa de licenciamento de US$ 855.000 em até 10 dias após o lançamento do filme nos cinemas e um pagamento adicional de US$ 95.000, que a Sony se recusou a pagar. Em março de 2017, a Sony seguiu um contra-processo afirmando que não pagou as taxas depois que o filme estreou no Lifetime em vez de nos cinemas, quebrando a primeira exibição pública da obrigação contratual do filme.